# Horlachen (Stammbach)
Horlachen ist ein Gemeindeteil der Marktes Stammbach im Landkreis Hof (Oberfranken, Bayern). Horlachen liegt in der Gemarkung Stammbach.

## Geografie
Der Weiler bildet mit Stammbach eine geschlossene Siedlung. Unmittelbar westlich steigt das Gelände zur Kirchhöhe (596 m ü. NHN) an. Die Kreisstraße HO 35 führt nach Pumphaus am Wildenhof (0,9 km nördlich). Eine Gemeindeverbindungsstraße führt nach Senftenhof (1,1 km südöstlich).

## Geschichte
Horlachen gehörte zur Realgemeinde Stammbach. Gegen Ende des 18. Jahrhunderts bestand Horlachen aus einem Anwesen. Die Hochgerichtsbarkeit stand dem bayreuthischen Vogteiamt Stammbach zu. Das Stiftskastenamt Himmelkron war Grundherr des Viertelhofes.
Von 1797 bis 1810 unterstand Horlachen dem Justiz- und Kammeramt Gefrees. Infolge des Ersten Gemeindeedikts wurde Horlachen dem 1812 gebildeten Steuerdistrikt Stammbach und der zugleich entstandenen Ruralgemeinde Stammbach zugeordnet.

### Einwohnerentwicklung
| Jahr      | 001812 | 001819 | 001861 | 001871 | 001885 | 001900 | 001925 | 001950 | 001961 | 001970 | 001987 |
| Einwohner | *      | †      | 15     | 16     | 13     | 11     | 59     | 49     | 59     | 36     | †      |
| Häuser    | *      |        |        |        | 2      | 2      | 8      | 4      | 6      |        | †      |
| Quelle    | [ 5 ]  | [ 8 ]  | [ 9 ]  | [ 10 ] | [ 11 ] | [ 12 ] | [ 13 ] | [ 14 ] | [ 15 ] | [ 16 ] | [ 17 ] |

## Religion
Horlachen ist evangelisch-lutherisch geprägt und bis heute nach St. Maria (Stammbach) gepfarrt.